# (42365) Caligiuri
(42365) Caligiuri (2002 CM115) – planetoida z grupy pasa głównego asteroid okrążająca Słońce w ciągu 4,36 lat w średniej odległości 2,67 j.a. Odkryta 12 lutego 2002 roku.